# Ulmeni (Buzău)
Ulmeni is een Roemeense gemeente in het district Buzău.
Ulmeni telt 3209 inwoners.